# CA 19-9
El CA 19-9 (antígeno carbohidrato 19-9 o antígeno sializado de Lewis (a)) es un examen de sangre de la categoría de marcadores tumorales. Fue descubierto en 1981 en pacientes con cáncer de colon y cáncer de páncreas. Estos  marcadores,  habitualmente glucoproteínas,  son producidos por las células tumorales y liberados a la circulación sanguínea, en donde sus concentraciones se modifican de acuerdo a la evolución de la enfermedad. El antígeno 19-9  es un marcador tumoral que se detecta mediante diferentes tipos de inmunoensayos y que se eleva en cáncer de páncreas y del árbol biliar. También se pueden encontrar elevaciones en otras neoplasias como colon, esófago e hígado, así como en algunas patologías benignas como colangitis y pancreatitis. Mientras que puede ser útil para monitorizar los resultados del tratamiento, evolución de la patología y determinar si la enfermedad puede ser recurrente. Otras causas para los niveles elevados de CA 19-9 incluyen el síndrome de Mirizzi y otras enfermedades hepatobiliares. En los pacientes que no tienen el tipo de antígeno de Lewis en la sangre, el CA 19-9 no se eleva en el cáncer pancreático incluso con tumores grandes ya que carecen de una cadena precursora glucosilada y de la sialil-transferasa necesaria para la expresión de CA 19-9. El 5-10% de la población son Lewis a negativo y, por lo tanto, no producirá CA 19-9.